# Francesco Antonio Pistocchi
Francesco Antonio Mamiliano Pistocchi, surnommé Pistocchino, est un chanteur, compositeur, librettiste et maître de chant italien né en 1659 à Palerme et mort le 13 mai 1726.

## Biographie
Pistocchino est né à Palerme avant que la famille s'établisse à Bologne, son père étant violoniste de la cathédrale. 
Jeune garçon soprano prodige, il fait ensuite carrière comme castrat mais perd sa voix de soprano vers 1680. Il s'établit à Venise où il donne des spectacles de marionnettes, dans un petit théâtre privé "alle zattere". Il rebatit une technique vocale de contralto.
De 1696 à 1700 il est maître de chapelle pour le duc d'Ansbach. 
Après 1700 il fonde une école de chant à Bologne, fréquentée par le castrat Antonio Bernacchi. En 1715, Pistocchi est ordonné prêtre au sein de la congrégation de l'Oratoire. Il se retire au monastère de Forlì. il compose de nombreux oratorios et il meurt en 1726.

## Œuvres
- Il Leandro (livret de Camillo Badovero, Venise, Teatro alle Zattere, 5 mai 1679, puis en 1682 au Teatro S. Moisè, sous le nom Gli amori fatali)
- Il Narciso, pastorale (Apostolo Zeno Ansbach Court Theatre, mars& 1697)
- Le pazzie d'amore e dell'interesse, (livret de lui-même, Ansbach, 16 June 1699)
- Le risa di Democrito (Nicolò Minato,  Vienne, 17 février 1700)
- La pace tra l'armi, serenata (son propre livret, Ansbach 5 septembre 1700)
- I rivali generosi, dramma per musica (Apostolo Zeno, Reggio Emilia, avril 1710), composé avec Clemente Monati et Giovanni Maria Capelli

## Enregistrements
- Oratorio Il martirio di Sant Adriano, Compagnie Francesco Baroni, 2013